# Diocesi di Oeiras

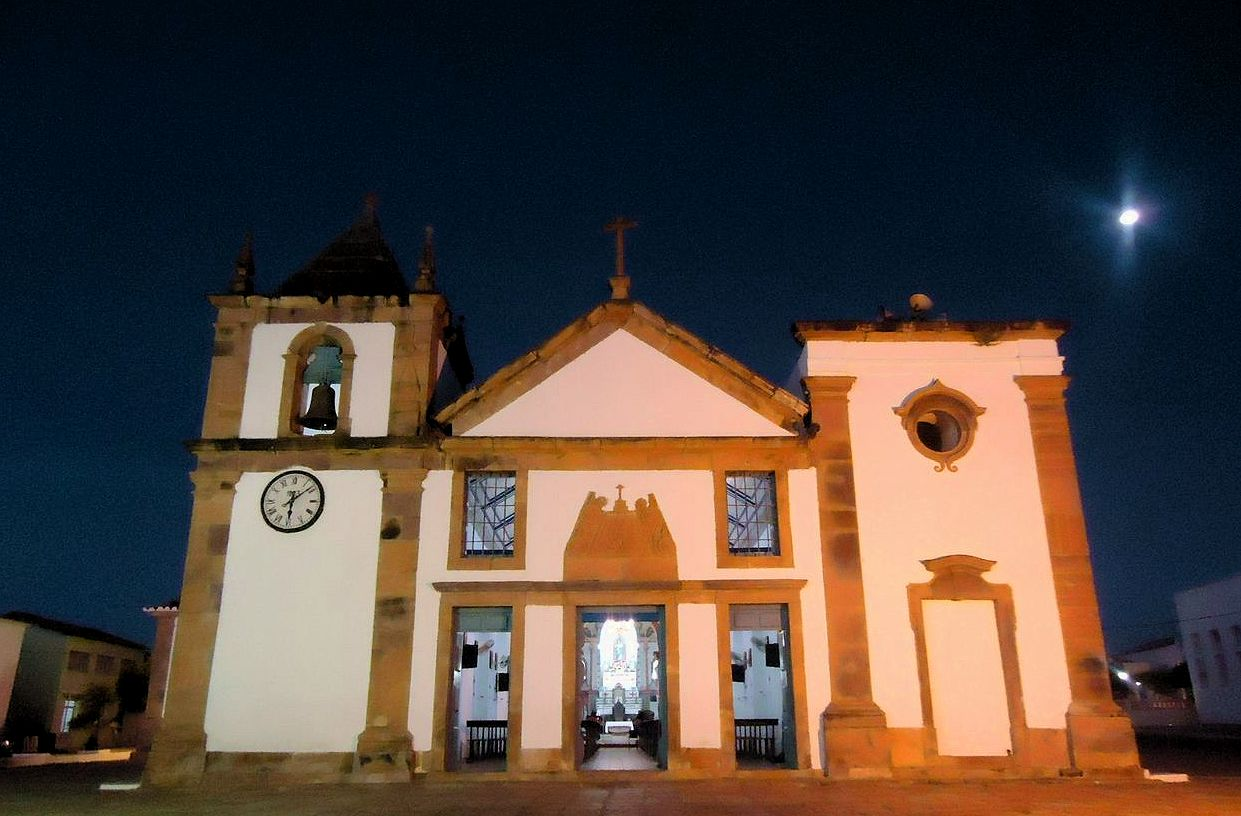
La cattedrale di Oeiras by night.

La diocesi di Oeiras (in latino: Dioecesis Oeirensis) è una sede della Chiesa cattolica in Brasile suffraganea dell'arcidiocesi di Teresina. Nel 2021 contava 124.000 battezzati su 139.000 abitanti. È retta dal vescovo Edilson Soares Nobre.

## Territorio
La diocesi comprende 21 comuni dello stato brasiliano di Piauí: Arraial, Barra d'Alcântara, Bela Vista do Piauí, Cajazeiras do Piauí, Campinas do Piauí, Colônia do Piauí, Conceição do Canindé, Floresta do Piauí, Francisco Ayres, Isaías Coelho, Oeiras, Paes Landim, Santa Rosa do Piauí, Santo Inácio do Piauí, São Francisco de Assis do Piauí, São João da Varjota, São Miguel do Fidalgo, Simplício Mendes, Socorro do Piauí, Tanque do Piauí e Várzea Grande.
Sede vescovile è la città di Oeiras, dove si trova la cattedrale di Nostra Signora della Vittoria.
Il territorio si estende su 15.096 km² ed è suddiviso in 17 parrocchie, raggruppate in 4 settori pastorali: São José, Sagrado Coração de Jesus, Santa Rosa de Lima e Nossa Senhora da Vitória.

## Storia
La diocesi di Oeiras fu eretta il 16 dicembre 1944 con la bolla Ad dominici gregis di papa Pio XII, ricavandone il territorio dalla diocesi di Piauí (oggi arcidiocesi di Teresina).
Originariamente suffraganea dell'arcidiocesi di São Luís do Maranhão, il 9 agosto 1952 entrò a far parte della provincia ecclesiastica dell'arcidiocesi di Teresina.
Il 28 ottobre 1974 cedette una porzione del suo territorio a vantaggio dell'erezione della diocesi di Picos.
L'8 dicembre 1977, in forza del decreto Cum urbs della Congregazione per i vescovi, la chiesa di San Pietro d'Alcantara di Floriano fu elevata al rango di concattedrale e la diocesi assunse il nome di diocesi di Oeiras-Floriano.
Il 27 febbraio 2008 la diocesi di Oeiras-Floriano si è divisa in forza della bolla Brasiliensium fidelium di papa Benedetto XVI, dando origine alla diocesi di Floriano e alla presente diocesi di Oeiras, la quale contestualmente si è ampliata incorporando porzioni del territorio della diocesi di São Raimundo Nonato (i comuni di Paes Landim e Socorro do Piauí) e dell'arcidiocesi di Teresina (i comuni di Arraial, Barra d'Alcântara, Francisco Ayres e Várzea Grande).

## Cronotassi dei vescovi
Si omettono i periodi di sede vacante non superiori ai 2 anni o non storicamente accertati.
- Francisco Expedito Lopes † (30 agosto 1948 - 24 agosto 1954 nominato vescovo di Garanhuns)
- Raimundo de Castro e Silva † (17 novembre 1954 - 9 novembre 1957 nominato vescovo ausiliare di Fortaleza[2])
- Edilberto Dinkelborg, O.F.M. † (20 giugno 1959 - 31 dicembre 1991 deceduto)
- Fernando Panico, M.S.C. (2 giugno 1993 - 2 maggio 2001 nominato vescovo di Crato)
- Augusto Alves da Rocha (24 ottobre 2001 - 27 febbraio 2008 nominato vescovo di Floriano)
- Juarez Sousa da Silva (27 febbraio 2008 - 6 gennaio 2016 nominato vescovo coadiutore di Parnaíba)
- Edilson Soares Nobre, dall'11 gennaio 2017

## Statistiche
La diocesi nel 2021 contava 124.000 battezzati su 139.000 abitanti, corrispondenti all'89,2% del totale.
| anno | popolazione | popolazione | popolazione | presbiteri | presbiteri | presbiteri | presbiteri                | diaconi | religiosi | religiosi | parrocchie |
| anno | battezzati  | totale      | %           | numero     | secolari   | regolari   | battezzati per presbitero | diaconi | uomini    | donne     | parrocchie |
| ---- | ----------- | ----------- | ----------- | ---------- | ---------- | ---------- | ------------------------- | ------- | --------- | --------- | ---------- |
| 1950 | 348.000     | 350.000     | 99,4        | 5          | 5          |            | 69.600                    |         |           | 6         | 8          |
| 1965 | 333.000     | 337.465     | 98,7        | 13         | 13         |            | 25.615                    |         |           | 22        | 9          |
| 1968 | 366.936     | 369.436     | 99,3        | 19         | 14         | 5          | 19.312                    |         | 6         | 22        | 12         |
| 1976 | 170.998     | 171.000     | 100,0       | 11         | 6          | 5          | 15.545                    |         | 5         | 9         | 8          |
| 1980 | 249.000     | 265.000     | 94,0        | 12         | 7          | 5          | 20.750                    | 1       | 5         | 16        | 9          |
| 1990 | 279.000     | 295.000     | 94,6        | 16         | 10         | 6          | 17.437                    |         | 8         | 25        | 10         |
| 1999 | 315.000     | 340.000     | 92,6        | 19         | 12         | 7          | 16.578                    |         | 9         | 40        | 10         |
| 2000 | 315.000     | 340.000     | 92,6        | 19         | 12         | 7          | 16.578                    |         | 9         | 40        | 10         |
| 2001 | 315.000     | 340.000     | 92,6        | 20         | 12         | 8          | 15.750                    |         | 8         | 42        | 11         |
| 2002 | 279.396     | 285.396     | 97,9        | 31         | 20         | 11         | 9.012                     | 1       | 11        | 40        | 11         |
| 2003 | 279.396     | 285.274     | 97,9        | 29         | 16         | 13         | 9.634                     |         | 13        | 36        | 11         |
| 2004 | 279.396     | 285.274     | 97,9        | 30         | 16         | 14         | 9.313                     |         | 14        | 36        | 11         |
| 2008 | 119.826     | 133.140     | 90,0        | 12         | 10         | 2          | 9.985                     |         | 2         | 6         | 7          |
| 2012 | 123.000     | 138.177     | 89,0        | 23         | 22         | 1          | 5.347                     |         | 1         | 10        | 14         |
| 2013 | 124.000     | 139.000     | 89,2        | 23         | 22         | 1          | 5.391                     |         | 1         | 13        | 20         |
| 2016 | 127.000     | 142.100     | 89,4        | 31         | 30         | 1          | 4.096                     |         | 1         | 14        | 16         |
| 2019 | 123.052     | 137.901     | 89,2        | 19         | 18         | 1          | 6.476                     |         | 1         | 10        | 16         |
| 2021 | 124.000     | 139.000     | 89,2        | 23         | 22         | 1          | 5.391                     |         | 1         | 7         | 17         |